# Brachyhesma cavagnari
Brachyhesma cavagnari är en biart som beskrevs av Exley 1968. Brachyhesma cavagnari ingår i släktet Brachyhesma och familjen korttungebin. Inga underarter finns listade.

## Bildgalleri

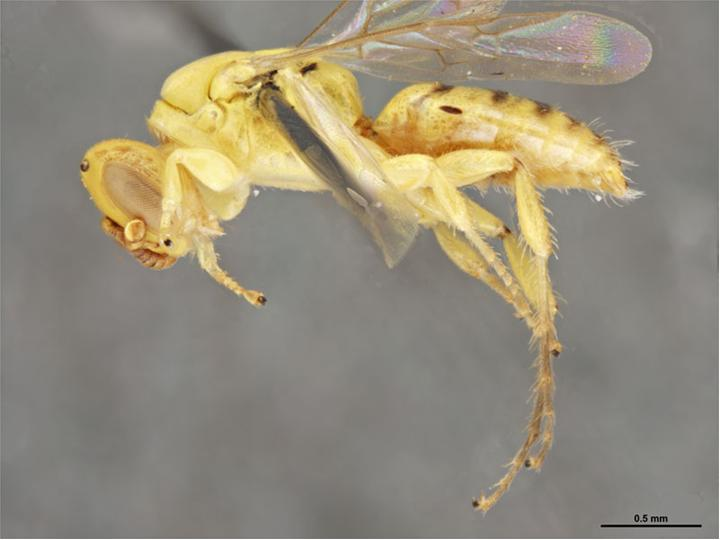